# Gabriel Rosales

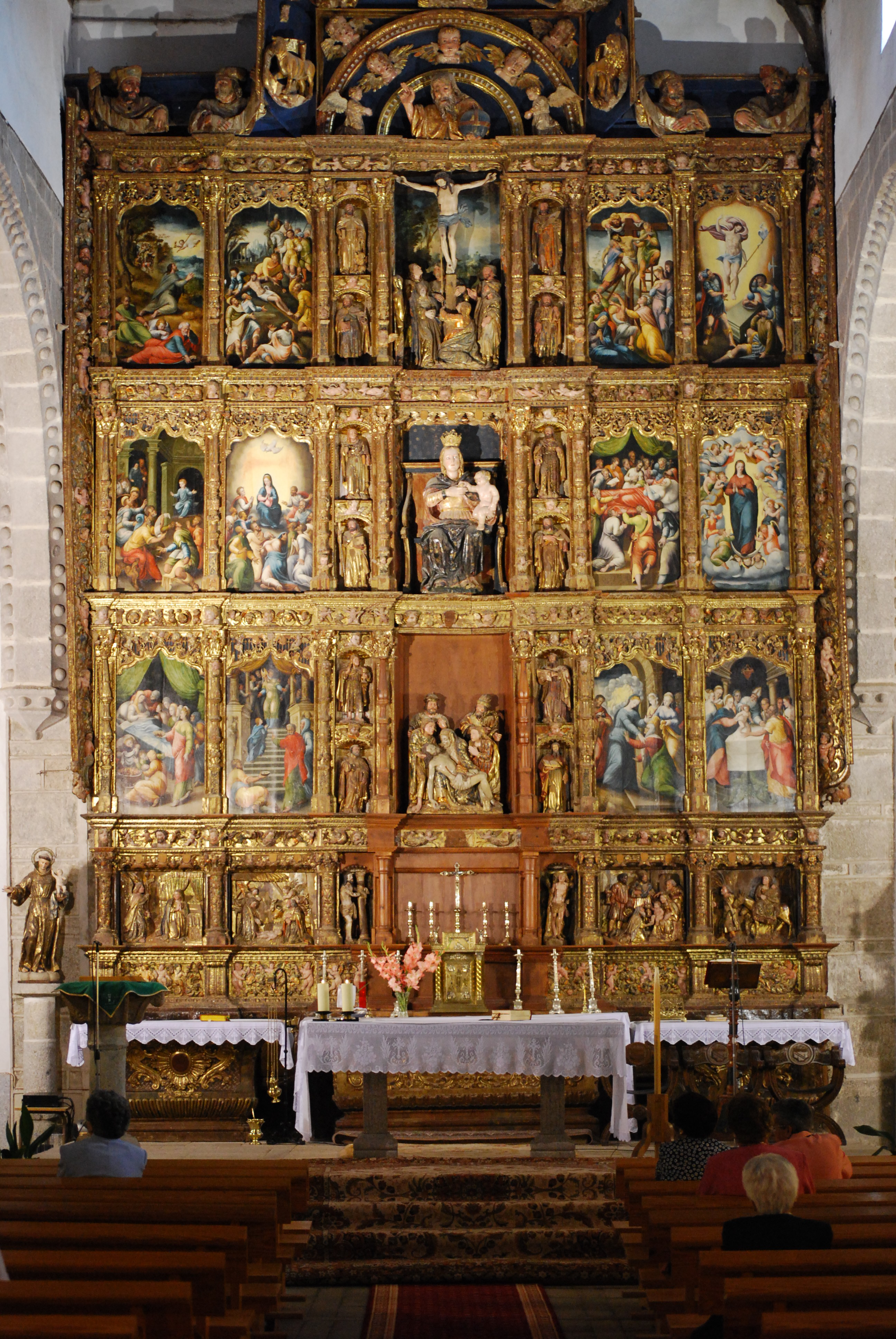
Retablo de la iglesia de Santa María del Castillo en Flores de Ávila con pinturas de acusado carácter berruguetesco documentadas a nombre de Diego y Gabriel Rosales.

Gabriel Rosales (fl. 1563-1591) fue un pintor manierista español, activo en tierras de Ávila, Segovia, Córdoba y Úbeda principalmente.

## Biografía
Hijo del pintor abulense Diego de Rosales (c. 1525-1579), se le documenta en 1563 en las cuentas de la parroquia de Flores de Ávila, donde su padre tenía contratado el retablo mayor, conservado en la misma parroquia. Son pinturas de clara raigambre berruguetesca, muy distante del estilo cerradamente hispanoflamenco y deudor de Ambrosius Benson con que su progenitor había abordado en unión de Baltasar Grande las tablas del retablo de Carbonero el Mayor (1548-1550), por lo que parece probable que en estas de Flores de Ávila se deba adjudicar una amplia intervención al hijo.
En 1570 padre e hijo, en unión con Jerónimo de Ávila, se encargaron de las pinturas del Arco de Triunfo levantado en Segovia a la entrada de la Almuzara para la solemne recepción de la reina Ana de Austria con ocasión de su boda con Felipe II. Además, Diego en solitario se encargó de las pinturas del arco levantado junto al Cristo del Mercado. De los arcos y los motivos pintados en ellos (retratos de la reina, cuadros de historia y de batallas, alegorías de las virtudes, emblemas y una pintura de Juno) dejó una minuciosa descripción su cronista y autor del programa iconográfico, Jorge Báez de Sepúlveda, en la Relación verdadera del recibimiento que hizo la ciudad de Segovia a la magestad de la reyna nuestra señora doña Anna de Austria..., publicada en Alcalá de Henares en 1572.
Poco más tarde se le documenta pintando una figura mural de san Cristóbal en la iglesia de Rioalmar (Ávila) y ya hacia 1575 en Córdoba a donde llegó como pintor del obispo fray Bernardo de Fresneda. Aquí pintó el desaparecido retablo de la iglesia de la Asunción de Palma del Río (1576) y el de la capilla de la Natividad de la Mezquita-catedral (1578), presidido por un gran tablero del Árbol de Jessé, además de encargarse de la policromía del retablo perteneciente al convento de la Santísima Trinidad. Rosales fue el introductor del manierismo italiano en Córdoba, como queda de manifiesto en el citado retablo de la catedral, donde también pudiera corresponderle el retablo del Bautista. Su gran aportación a la pintura cordobesa radica en un primer cambio de las fuentes grabadas, que dejan de tener como referente máximo a Rafael, para incorporar también a Giulio Romano.
A la muerte del obispo que había sido su protector, y al parecer envuelto en pleitos por la calidad de los retablos pintados para la catedral, Gabriel retornó a Ávila, donde reaparece documentalmente en 1579 colaborando de nuevo con su padre y con Jerónimo de Ávila en los altares laterales de la iglesia de San Pedro. Más tarde se le encuentra en Úbeda, donde ya en 1585 la Sacra Capilla del Salvador le reconoce una deuda importante de 2 520 reales, cuyo pago se demora seis años, y recibe un aprendiz. En enero de 1586, diciéndose vecino de Ávila, presentó junto con Pedro de Raxis las fianzas necesarias para hacerse con la adjudicación de la pintura, dorado y estofado del retablo mayor de la iglesia del recién terminado Hospital de Santiago de Úbeda, fundación del obispo Diego de los Cobos. Responsable de esta elección, contra la que pleiteó Antonio Aquiles, hijo de Julio de Aquiles, fue el pintor Miguel Barroso, discípulo de Gaspar Becerra y autor de las condiciones que debían seguirse en la ejecución de la monumental fábrica del retablo, compuesto por siete calles verticales y cinco cuerpos sobre la predela más un ático, concluido todo ello en agosto de 1587, cuando se procedió a su tasación, resultando destruido por la violencia anticlerical a comienzos de la guerra civil española. A Raxis y Rosales trabajando en colaboración se les ha atribuido también la ejecución de las pinturas murales al temple y al fresco de las bóvedas de la iglesia y de la escalera del mismo hospital, así como de las bóvedas sobre pechinas de la parroquial de Villacarrillo (Jaén), autoría puesta en duda últimamente.
La siguiente y última noticia que se tiene de su actividad es ya de 1591 y lo sitúa nuevamente en Segovia, otorgando poder para pleitos que tenía pendientes tanto aquí como en Valladolid.